# Richha
Richha là một thị xã và là một nagar panchayat của quận Bareilly thuộc bang Uttar Pradesh, Ấn Độ.

## Địa lý
Richha có vị trí 28°42′B 79°31′Đ / 28,7°B 79,52°Đ Nó có độ cao trung bình là 177 mét (580 feet).

## Nhân khẩu
Theo điều tra dân số năm 2001 của Ấn Độ, Richha có dân số 17.482 người. Phái nam chiếm 53% tổng số dân và phái nữ chiếm 47%. Richha có tỷ lệ 37% biết đọc biết viết, thấp hơn tỷ lệ trung bình toàn quốc là 59,5%: tỷ lệ cho phái nam là 45%, và tỷ lệ cho phái nữ là 28%. Tại Richha, 18% dân số nhỏ hơn 6 tuổi.